# Драгутин Кнежевић Круница
Драгутин Кнежевић Круница (Стрмица, 28. јун 1940 — Београд, 19. децембар 2006) био је српски песник, професор и књижевник.

## Биографија
Рођен је на Видовдан, 28. јуна 1940. године, од оца Симе у Стрмици код Книна, на тромеђи Лике, Босне и Далмације. Школовао се у Стрмици, Книну, Београду и Сарајеву. По струци је правник, али се бавио и педагошким радом. После завршене војне академије радио је у војно-санитетском заводу у Сарајеву, потом као професор Прве гимназије, такође у Сарајеву. Школовао се уз рад до правничког позива, а затим службује у Републичком већу савеза синдиката Босне и Херцеговине. Драгутин Кнежевић Круница је као професор Прве гимназије протеран из Сарајева још 1974. године скупа са др. Јакшићем. Поменуту гимназију својевремено су похађали, данас у свету познате личности: Емир Кустурица и Војислав Шешељ којима је у то време професор био управо Драгутин Кнежевић.
Протериван са свог огњишта од ране младости (Због опредељења његових родитеља за Краља и Отаџбину) од партизанске клике, а сада од њихових синова, Кнежевић се те 1974. године, званично пресељава у Београд. Најпре се запошљава у образовном центру “Раде Кончар“, а онда у привредним организацијама “Монтажа“ и “Јанко Лисјак“. Задње године радног стажа проводи у издавачко-графичкој делатности, прво као директор РО “Јован Поповић“, а после као шеф и оснивач издавачко-књижевне задруге “Графосаунд“. Смисао за поезију стицао је од мајке Ђурђије, познате у свом завичају по успелом обликовању народног песничког казивања. Поезију пише од своје седамнаесте године. Прву запажену песму “Краљеви се клањају сенима“, посвећену Гаврилу Принципу, написао је 1957. године. Песме су му објављиване у локалним листовима и часописима. Заступљен је у заједничким књигама поезије књижевних клубова “Милутин Бојић“, “Чукарица“ и других. Прву књигу “Ватре Тромеђе“ објавила му је заједница књижевних клубова Србије у едицији “Обележја“ 1983. године. Активно учествује у књижевним манифестацијама, у сусретима “Далмацији у походе“ (Книн) 1983. године, као и на многим српским, европским и светским скуповима (Италија, Аустрија, Енглеска, Канада, САД, Аустралија...). 1991. године је био у Чикагу и гост команданта Динарске Четничке Дивизије - војводе Момчила Ђујића, бившег Стрмичког свештеника, који је 1940. године крстио Драгутина Кнежевића, као и његова три старија брата. Драгутин Кнежевић Круница је стални члан Удружења књижевника Србије. 1989. године у Удружењу књижевника Србије, бурно је поздрављен предлог књижевника Драгутина Кнежевића да се на подручју Кордуна, Баније, Лике и православне Далмације - васпостави Српска аутономија. На оснивачкој скупштини у Книну, у оштрој борби мишљења између Драгутина Кнежевића, књижевника и професора др. Јована Рашковића, усвојен је предлог Драгутина Кнежевића и Самостална демократска странка добила је ново име - Српска демократска странка, коју ће не дуго затим прихватити и Срби из БиХ на челу са др. Радованом Караџићем. На збору народа у Војнићу, који је организовала Радикална странка, књижевник Драгутин Кнежевић предложио је да се одржи “Сабор Срба“ и то да буде први у граду Србу, а други на Крбавском пољу. Српски народ из миља, крунисао га је за Кнеза од Книнске Крајине.
Од њега је нераздвојан надимак Круница, који је добио његов деда Лазарина у устанку на Тромеђи 1875. године под вођством Голуба Бабића и Петра Мркоњића за уједињење са Србијом.

## Објављене књиге
- „Свете нити” (1963)
- „На Оштрацу” (1971)
- „Ватре Тромеђе” (1987)
- „Неухватљиво време” (1984)
- „Буђење” (1985)
- „На дугом путу” (1987)
- „Триф, траф, труф” (1988)
- „Васкрс ђенерала” (1995)
- „Оде земља Стефанова”, роман (1987)

## Дискографија
- „Звуци Тромеђе и Крајине 1”
- „Звуци Тромеђе и Крајине 2”
- „Српска Зора 1”
- „Српска Зора 2”
- „За отаџбину”
- „Српске барикаде”
- „Добровољци - Срби, збор”
- „Прогон Срба”
- „Српска олуја”
- „Равна Гора победити мора”
- „Четничка олуја”